# Copa Thälmann
La Copa Thälmann fou una competició i festival esportiu disputat l'abril del 1936 a Barcelona. Fou organitzada pel Comitè Català pro Esport Popular i comprengué competicions de futbol, natació, boxa, atletisme, lluita i gimnàstica. Tenia per objectiu la promoció de l'esport popular i se celebrà en un ambient amb fortes connotacions polítiques.
La competició prengué el nom del dirigent comunista alemany Ernst Thälmann, símbol de la resistència antifeixista i detingut per la Gestapo el 1933. Amb aquesta competició s'intentava avaluar la capacitat organitzativa del Comitè Català pro Esport Popular que al juliol del mateix any havia d'organitzar l'Olímpiada Popular.